# Екерд
Екерд (фр. Esquerdes) насеље је и општина у североисточној Француској у региону Север-Па д Кале, у департману Па де Кале која припада префектури Сент Омер.
По подацима из 2011. године у општини је живело 1560 становника, а густина насељености је износила 165,96 становника/km². Општина се простире на површини од 9,4 km². Налази се на средњој надморској висини од 45 метара (максималној 139 m, а минималној 25 m).

## Демографија
| 1962. | 1968. | 1975. | 1982. | 1990. | 1999. | 2011. |
| ----- | ----- | ----- | ----- | ----- | ----- | ----- |
| 1.147 | 1.205 | 1.182 | 1.278 | 1.530 | 1.460 | 1.560 |

График промене броја становника у току последњих година